# ディヴァイン・ヘレシー
ディヴァイン・ヘレシー(Divine Heresy)は、インダストリアル・メタルバンドのフィア・ファクトリーの中心人物ディーノ・カザレスが結成したヘヴィメタルバンドである。

## 略歴
ディーノ・カザレスは、2002年にフィア・ファクトリーを脱退し、「より強固なメタルを21世紀という今シーンに叩きつける」ため、新たなバンドを結成、活動をスタートする。
最初に決定したメンバーが、ヴァイタル・リメインズ (ライヴセッション)やヘイト・エターナルのドラマー、ティム・ヤング。「1分間に何回キック・ドラムを叩けるか」コンテストで見事一位を獲得した経験も持つ彼の加入により実質的にこのバンドの活動はスタートを迎える。まず二人でヴォーカルのオーディション用にデモ・トラックをレコーディング、そこで彼の知人の紹介により当時まだ無名だったトミー・ヴェクストと出会い、彼の表現力に圧倒されたディーノはすぐさま彼をバンドに迎え入れることを決意。
3人編成となり2006年9月、LAの名門クラブWHISKEY A GO GOにてライヴ・デビューを飾る。その後数々のベーシストを試すが、固定ベーシストは不在のまま、2007年初頭、デビュー・アルバムの制作に着手。ディーノがギターとベースを弾き、デビュー・アルバム『BLEED THE FIFTH!』を、アメリカではセンチュリー・メディア・レコードより、北米以外ではロードランナー・レコードより2007年8月にリリースする。
アルバムが完成した直後、ディーノは元ナイルのベーシスト、ジョー・ペインを正式なメンバーとして迎え入れ、オール・ザット・リメインズ、STATIC-Xやアーチ・エネミーらと共に、2008年後半まで全米を中心にツアーを続けていく。ツアー途中の2008年4月、ステージ上での喧嘩が原因となり、トミー・ヴェクストがバンドを脱退、同年8月、バンドは新たなヴォーカリストとしてザ・ビリーヴドのトラヴィス・ニールを迎え入れ、ツアーを再開させる。
2009年7月22日、2ndアルバム『Bringer Of Plagues』をリリースする。
2011年1月28日、自身のバンドであるPain After Deathでの活動に専念するとの理由で、ベーシスト、ジョー・ペインが脱退する。

## メンバー
- ディーノ・カザレス Dino Cazares (ギター)
- ティム・ヤング Tim Yeung (ドラム)
- トラヴィス・ニール Travis Neal (ボーカル)

### 過去のメンバー
- トミー・ヴェクスト Tommy Cummings (ボーカル)
- ジョー・ペイン Joe Payne (ベース)

## ディスコグラフィー
- Bleed the Fifth (2007)
- Bringer of Plagues (2009)